# بیوه‌های سیاه دروغین
بیوه‌های سیاه دروغین (نام علمی: Steatoda) نام یک سرده از تیره عنکبوت‌های پاشانه‌ای است.